# Salvador Schwartzmann
Salvador Schwartzmann Hasson (Puerto Montt, 10 de abril de 1947), es un periodista de origen judío que se ha desempeñado como reportero, editor y director en diversos medios del Gran Concepción.

## Biografía

### Primeros años
Salvador Schwartzmann nació en Puerto Montt el 10 de abril de 1947. En 1965, decide dejar su ciudad natal para trasladarse a Concepción para cumplir su sueño: estudiar periodismo en la Universidad de Concepción.
Mientras fue estudiante, tuvo que trabajar en diversos medios para poder costear sus estudios y su estadía en la ciudad penquista.

### Carrera periodística
Al egresar de la carrera a los 22 años, Salvador trabajó como reportero radial en diversos medios de la zona. También, fue  jefe de informaciones de los diarios Color, El Sur y Crónica. Fue director televisivo de Canal 9 y director periodístico de la Revista Nos.

### Radio Bío-Bío
Salvador Schwartzmann estuvo en dos periodos en la radio. Primero, estuvo 15 años, luego se tomó 10 años de vacaciones sin goce de sueldo, para volver a un segundo periodo donde sigue aún en la actualidad. Lleva más de 25 años y es uno de los principales periodistas del medio. Actualmente utiliza el cargo de Director de Prensa.